# Cerf des Philippines
Cervus mariannus
Espèce
Synonymes
- Rusa marianna (Desmarest, 1822)

Statut de conservation UICN

 VU A2cd : Vulnérable
Le cerf des Philippines (Cervus mariannus ou Rusa marianna) est un mammifère herbivore de la famille des cervidés. Il provient, comme son nom l'indique, des Philippines.